# Memoriał György Marxa
Memoriał György Marxa, węg. Marx György Emlékverseny – turniej szachowy rozgrywany od 2003 r. w węgierskim mieście Paks. Poświęcony jest pamięci György Marxa (1927–2002), profesora fizyki. W pierwszej edycji zwycięzcą został Borys Gelfand, który w meczu szachów szybkich pokonał Judit Polgár w stosunku 6-2. Od 2004 r. turnieje rozgrywane są systemem dwukołowym z udziałem 6 arcymistrzów. Wśród dotychczasowych zwycięzców znalazł się m.in. dwukrotny wicemistrz świata Wiktor Korcznoj. Oprócz turnieju głównego odbywają się również turnieje poboczne, jak również juniorów, kobiet oraz otwarty.

## Zwycięzcy turniejów
| Lp | Rok  | Zwycięzcy                      | Wynik |
| -- | ---- | ------------------------------ | ----- |
| 1  | 2003 | Borys Gelfand                  |       |
| 2  | 2004 | Wiktor Korcznoj                | 7½    |
| 3  | 2005 | Zoltán Almási                  | 6½    |
| 4  | 2006 | Pentala Harikrishna            | 6½    |
| 5  | 2007 | Pentala Harikrishna, Péter Ács | 6     |
| 6  | 2008 | Maxime Vachier-Lagrave         | 7     |
| 7  | 2009 | Zoltán Almási                  | 6½    |
| 8  | 2010 | Viktor Láznička                | 8     |
| 9  | 2011 | Radosław Wojtaszek             | 8     |